# Passion, Pain & Demon Slayin'
Passion, Pain & Demon Slayin' è il sesto album in studio del rapper e cantante statunitense Kid Cudi, pubblicato il 16 dicembre 2016.

## Tracce
Act 1 - Tuned
1. Frequency – 4:58 (Scott Mescudi, Patrick Reynolds, Mike Dean)
2. Swim in the Light – 4:29 (Scott Mescudi, Mike Dean)
3. Releaser – 5:27 (Scott Mescudi, Patrick Reynolds, Mike Dean)
4. By Design (feat. André 3000) – 4:17 (Scott Mescudi, André Benjamin, Pharrell Williams, Patrick Reynolds)
5. All In – 4:10 (Scott Mescudi, Michael Williams II, Asheton Hogan)

Act 2 - Prophecy
1. ILLusions – 4:16 (Scott Mescudi, Mike Dean)
2. Rose Golden (feat. Willow) – 4:37 (Scott Mescudi, Patrick Reynolds, Mike Dean)
3. Baptized in Fire (feat. Travis Scott) – 4:45 (Scott Mescudi, Jacques Webster II, Mike Dean, Patrick Reynolds, Mort Garson)
4. Flight at First Sight / Advanced (feat. Pharrell Williams) – 3:56 (Scott Mescudi, Pharrell Williams)
5. Does It – 4:22 (Scott Mescudi, André Patrick Jr., Anthony Kilhoffer)

Act 3 - Niveaux de l'Amour
1. Dance 4 Eternity – 4:43 (Scott Mescudi, Patrick Reynolds)
2. Distant Fantasies – 4:47 (Scott Mescudi, Patrick Reynolds)
3. Wounds – 4:03 (Scott Mescudi, Julian Gramma, Anthony Kilhoffer)
4. Mature Nature – 3:55 (Scott Mescudi, Patrick Reynolds)
5. Kitchen – 4:28 (Scott Mescudi, Patrick Reynolds, Oladipo Omishore)

Act 4 - It's Bright and Heaven Is Warm
1. Cosmic Warrior – 4:00 (Scott Mescudi, Oladipo Omishore)
2. The Guide (feat. André 3000) – 5:06 (Scott Mescudi, André Benjamin, Oladipo Omishore, Patrick Reynolds)
3. The Commander – 4:16 (Scott Mescudi, Patrick Reynolds, Mike Dean)
4. Surfin' (feat. Pharrell Williams) – 6:15 (Scott Mescudi, Pharrell Williams)

## Classifiche
| Classifica (2017) | Posizione massima |
| ----------------- | ----------------- |
| Canada            | 24                |
| Stati Uniti       | 11                |